# Neoempheria pictipennis
Neoempheria pictipennis är en tvåvingeart som först beskrevs av Alexander Henry Haliday 1833.  Neoempheria pictipennis ingår i släktet Neoempheria och familjen svampmyggor. Arten är reproducerande i Sverige. Inga underarter finns listade i Catalogue of Life.

## Bildgalleri

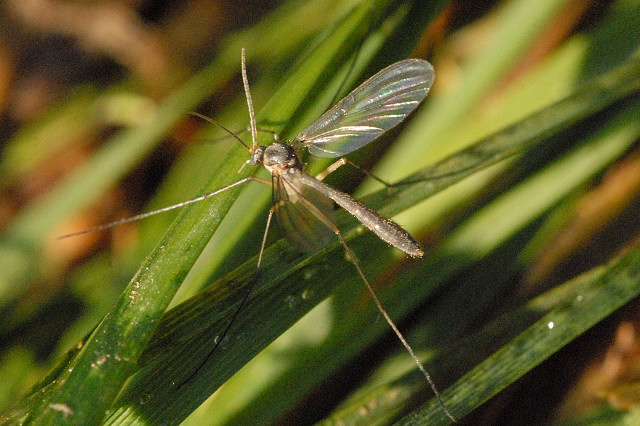
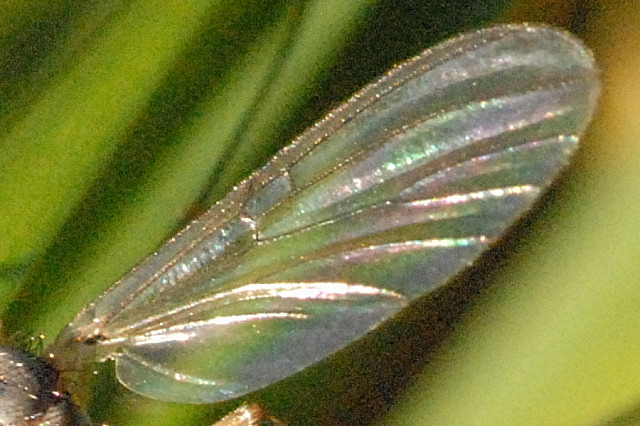